# Делавер блу коутси
Делавер блу коутси (енгл. Delaware Blue Coats) амерички је кошаркашки клуб из Вилмингтона у Делаверу. Клуб се такмичи у НБА развојној лиги и тренутно је филијала НБА тима Филаделфија севентисиксерси.

## Успеси
- НБА развојна лига:
  - Првак (1): 2022/23.
  - Финалиста (3): 2008/09, 2020/21, 2021/22.

## Познатији играчи
- Џош Акојон
- Морис Алмонд
- Дру Гордон
- Мајкл Ли
- Тимоте Луваву Кабаро
- Ди-Џеј Сили
- Рајан Томпсон